# Pycreus squarrosulus
Pycreus squarrosulus är en halvgräsart som beskrevs av Henri Chermezon. Pycreus squarrosulus ingår i släktet Pycreus och familjen halvgräs. Inga underarter finns listade i Catalogue of Life.